# Staatsmeisterschaft von Rio de Janeiro
Die Staatsmeisterschaft von Rio de Janeiro, offiziell Campeonato Estadual da Série A de Profissionais, umgangssprachlich Campeonato Carioca, ist die Fußballmeisterschaft des brasilianischen Bundesstaates Rio de Janeiro. Sie findet dieser Tage alljährlich in den ersten Monaten eines Jahres vor der nationalen Meisterschaft statt. Sie wird in ihrer heutigen Form seit 1979 von dem im Vorjahr entstandenen Landesverband der Federação de Futebol do Estado do Rio de Janeiro (FERJ) ausgerichtet. Sie hat ihren Ursprung in der erstmals 1906 abgehaltenen Meisterschaft der Stadt Rio de Janeiro, die damals als brasilianische Hauptstadt den Bundesdistrikt darstellte.
1960 wurde der nach der Verlegung der nationalen Hauptstadt nach Brasília aus dem Bundesdistrikt der Bundesstaat Guanabara. 1975 wurde dieser mit dem als Bundesstaat Rio de Janeiro firmierenden Umland des Metropole unter dem Namen des letzteren vereint. Die Fußballmeisterschaften der beiden Staaten, dem Campeonato Carioca und dem Campeonato Fluminense, wurden nach der Zusammenlegung der beiden Staatsverbände 1979 vereint. Der Canto do Rio FC aus Niterói spielte nach der Professionalisierung seines Spielbetriebes von 1940 bis 1964 als der einzige Verein des seinerzeitigen Bundesstaates Rio de Janeiro in der Meisterschaft der Stadt mit.
Der heutige Wettbewerb steht in Kontinuität zu der vor 1979 gespielten Meisterschaft der Stadt Rio de Janeiro. Sie ist daher nicht mit der zwischen 1915 und 1978 gespielten Meisterschaft des Bundesstaates Rio de Janeiro zu verwechseln.
Im Unterschied zum europäischen Klubfußball nehmen die führenden Klubs im selben Jahr jeweils an der landesweiten Meisterschaft und den lokalen Staatsmeisterschaften teil. Der Wettbewerb dient der Feststellung von Teilnehmern in den nationalen Wettbewerben. Sofern noch nicht in einer nationalen Liga vertreten, können sich die Vereine für den Einstieg in die brasilianische Série D qualifizieren. Zudem können sich die Vereine auch die Teilnahme am nationalen Pokalwettbewerb, der Copa do Brasil, sichern.

## Geschichte
Die Stadt Rio de Janeiro war seit der Unabhängigkeit Brasiliens 1822 sowohl die Hauptstadt der Provinz Rio de Janeiro wie auch die des Kaiserreichs Brasilien. Im Jahr 1834 wurde die Stadt administrativ von ihrem Umland als eigenständige Gebietskörperschaft separiert. Ihrer Funktion als Hauptstadt Brasiliens gerecht werdend, hat sie fortan den Status einer „neutralen Stadt“ (Município Neutro) eingenommen, während ihr Umland als Provinz Rio de Janeiro weiter fortbestand. Da beide Gebietskörperschaften denselben Namen führten, wurden sie seither im einfachen Sprachgebrauch unterschieden; Carioca stand für die Stadt und Fluminense für die Provinz. Dieser Zustand hat sich auch nach dem Ende des Kaiserreichs und der Proklamation der Republik 1889 fortgesetzt, nach der die Stadt nun als „Föderaldistrikt“ (Distrito Federal) und das Umland nun als Bundesstaat separat voneinander weiterbestanden. Nachdem der Föderaldistrikt 1960 nach Brasília verlegt worden war, nahm die Stadt den Status eines Bundesstaates mit dem Namen „Guanabara“ an. Rio-Stadt und Rio-Umland wurden erst 1975 zu einem Bundesstaat wiedervereint.
Im Jahr 1906 haben die Fußballvereine des Föderaldistrikts Rio de Janeiro ihre erste Meisterschaft ausgespielt, die dritte eines brasilianischen Staates nach São Paulo und Bahia überhaupt. In seinen ersten Jahrzehnten ist der Fußball in Rio-Stadt auf Amateurniveau betrieben wurden, bis mit der 1933 von vier Vereinen gegründeten Liga Carioca de Futebol (LCF) erstmals professionelle Strukturen Einzug hielten, die in ihren ersten Jahren allerdings noch in Konkurrenz zu Amateurverbänden stand, bis sie sich 1937 endgültig durch setzte und nach der Aufnahme der anderen Stadtvereine in ihre Verbandsstrukturen den Namen Liga de Football do Rio de Janeiro (LFRJ) annahm, der 1941 wiederum in Federação Metropolitana de Futebol (FMF) geändert wurde. Der Umzug des brasilianischen Föderaldistrikts nach Brasília mit der einhergehenden Umwandlung des Stadtstaates Rio de Janeiro in den Bundesstaat Guanabara ist von der FMF zum Anlass genommen wurden, ihren Namen in Federação Carioca de Futebol (FCF) zu ändern.
Im Jahr 1975 wurden auf Erlass des Präsidenten Ernesto Geisel die Bundesstaaten Guanabara (Rio-Stadt; Carioca) und Rio de Janeiro (Rio-Umland; Fluminense) wiedervereint mit dem Namen Rio de Janeiro, wobei Rio-Stadt die neue Hauptstadt wurde. Die Fusion der Federação Carioca de Futebol (FCF) und der Federação Fluminense de Desportos (FFD) ließ allerdings bis 1978 auf sich warten, die bis dahin parallel zueinander weiter ihre Meisterschaften ausrichteten. Erst am 29. September 1987 sind beide Verbände in der bis heute bestehenden Federação de Futebol do Estado do Rio de Janeiro (FERJ) vereint wurden. Aber noch 1979 haben die Stadtvereine ihre letzte eigene Meisterschaft ausgespielt, die der CR Flamengo für sich entscheiden konnte. Noch im selben Jahr ist von der FERJ eine Vereinigungsmeisterschaft gespielt wurden, in der nun erstmals die Vereine aus der Stadt (Carioca) mit jenen aus der Provinz (Fluminense) gemeinsam gegeneinander spielten. Den Titel konnte sich ebenfalls der CR Flamengo sichern.
Aufgrund ihrer wirtschaftlichen Stärke nehmen die Stadtvereine der alten Campeonato Carioca in der Staatsmeisterschaft bis heute gegenüber den Provinzvereinen der alten Campeonato Fluminense eine deutliche Überlegenheit ein; ausnahmslos alle Meistertitel seit 1979 sind an Vereine aus der Stadt gegangen. Die Dominanz spiegelt sich auch in der umgangssprachlichen Bezeichnung der seit 1979 gespielten Meisterschaft wider, die nach wie vor als Campeonato Carioca bezeichnet wird.

## Modus
Von 1982 bis 2013 ist die Staatsmeisterschaft mit wenigen Unterbrechungen in einem Modus aus zwei Phasen ausgespielt wurden, in denen zuerst um die Taça Guanabara und dann um die Taça Rio gespielt wurde. Deren Gewinner sind im Anschluss in einem Finalspiel gegeneinander um den Meistertitel angetreten. Hatte ein Verein beide Pokale im selben Jahr gewonnen, ist ihm automatisch auch der Meistertitel zugefallen.
Im Jahr 2014 ist der Austragungsmodus reformiert wurden, wobei die Taça Rio gegenüber der Taça Guanabara zu einem Trostpreis abgewertet wurde, da mit ihrem Gewinn fortan keine Qualifizierung zu den Meisterschaftsfinalspielen mehr verbunden ist. 
Dieser Tage tragen die Aufsteiger aus der Série B mit den schlechtestplatzierten des Vorjahres, insgesamt sechs Vereine, eine Qualifikationsrunde, die sogenannte Gruppe A, im Ligamodus mit Hin- und Rückspiel aus. Die zwei Besten qualifizieren sich für die Hauptveranstaltung, die vier Letzten spielen in einer Vierergruppe gegen den Abstieg.
Die zwölf Vereine der Hauptrunde werden in zwei Gruppen aufgeteilt, wobei sichergestellt wird, dass in jeder Gruppe zwei der vier großen Vereine (Flamengo, Fluminense, Vasco da Gama und Botafogo) vertreten sind. Die Vereine von Gruppe B spielen dann in einfacher Runde gegen die Vereine der Gruppe C. die jeweils beiden ersten Verein stehen dann im Halbfinale, das für das Finale um die Taça Guanabara qualifiziert. Danach wird das ganze wiederholt, nur, dass am Ende um die Taça Rio gespielt wird.
Um den Meister zu ermitteln, wird dann aus den Ligaspielen um die Taça Guanabara und Rio eine Gesamttabelle gebildet, deren erste vier sich für die Halbfinals zum Staatsmeisterschaftsendspiel qualifizieren.
Die vier Bestplatzierten der Gesamtwertung qualifizieren sich weiterhin für den nationalen Pokalwettbewerb von Brasilien, der Copa do Brasil. Ein weiterer Qualifikationsplatz ist für den Aufstieg in die vierthöchste Liga (Série D) der nationalen brasilianischen Meisterschaft vorgesehen.

## Sieger
| Rekordmeister: CR Flamengo | - 39 × Flamengo Rio de Janeiro - 33 × Fluminense Rio de Janeiro - 24 × CR Vasco da Gama - 21 × Botafogo FR - 07 × América FC - 02 × Bangu AC - 01 × Paysandu Cricket Club - 01 × São Cristóvão AC |

## Meisterschaftshistorie
| Meister 2025: CR Flamengo | 0 | - 2025 – CR Flamengo - 2024 – CR Flamengo - 2023 – Fluminense FC - 2022 – Fluminense FC - 2021 – CR Flamengo - 2020 – CR Flamengo - 2019 – CR Flamengo - 2018 – Botafogo FR - 2017 – CR Flamengo - 2016 – CR Vasco da Gama - 2015 – CR Vasco da Gama - 2014 – CR Flamengo - 2013 – Botafogo FR - 2012 – Fluminense FC - 2011 – CR Flamengo - 2010 – Botafogo FR - 2009 – CR Flamengo - 2008 – CR Flamengo - 2007 – CR Flamengo - 2006 – Botafogo FR - 2005 – Fluminense FC - 2004 – CR Flamengo - 2003 – CR Vasco da Gama - 2002 – Fluminense FC - 2001 – CR Flamengo - 2000 – CR Flamengo - 1999 – CR Flamengo - 1998 – CR Vasco da Gama - 1997 – Botafogo FR - 1996 – CR Flamengo - 1995 – Fluminense FC - 1994 – CR Vasco da Gama - 1993 – CR Vasco da Gama - 1992 – CR Vasco da Gama - 1991 – CR Flamengo - 1990 – Botafogo FR - 1989 – Botafogo FR - 1988 – CR Vasco da Gama - 1987 – CR Vasco da Gama - 1986 – CR Flamengo - 1985 – Fluminense FC - 1984 – Fluminense FC - 1983 – Fluminense FC - 1982 – CR Vasco da Gama - 1981 – CR Flamengo - 1980 – Fluminense FC - 1979 – CR Flamengo (Vereinigungsturnier) - 1979 – CR Flamengo - 1978 – CR Flamengo - 1977 – CR Vasco da Gama - 1976 – Fluminense FC - 1975 – Fluminense FC - 1974 – CR Flamengo - 1973 – Fluminense FC - 1972 – CR Flamengo - 1971 – Fluminense FC - 1970 – CR Vasco da Gama - 1969 – Fluminense FC - 1968 – Botafogo FR - 1967 – Botafogo FR - 1966 – Bangu AC | 0 | - 1965 – CR Flamengo - 1964 – Fluminense FC - 1963 – CR Flamengo - 1962 – Botafogo FR - 1961 – Botafogo FR - 1960 – América FC - 1959 – Fluminense FC - 1958 – CR Vasco da Gama - 1957 – Botafogo FR - 1956 – CR Vasco da Gama - 1955 – CR Flamengo - 1954 – CR Flamengo - 1953 – CR Flamengo - 1952 – CR Vasco da Gama - 1951 – Fluminense FC - 1950 – CR Vasco da Gama - 1949 – CR Vasco da Gama - 1948 – Botafogo FR - 1947 – CR Vasco da Gama - 1946 – Fluminense FC - 1945 – CR Vasco da Gama - 1944 – CR Flamengo - 1943 – CR Flamengo - 1942 – CR Flamengo - 1941 – Fluminense FC - 1940 – Fluminense FC - 1939 – CR Flamengo - 1938 – Fluminense FC - 1937 – Fluminense FC - 1936 – Fluminense FC [4]/CR Vasco da Gama [5] - 1935 – Botafogo FC [5]/América FC [4] - 1934 – Botafogo FC [3]/CR Vasco da Gama [4] - 1933 – Botafogo FC [3]/Bangu AC [4] - 1932 – Botafogo FC - 1931 – América FC - 1930 – Botafogo FC - 1929 – CR Vasco da Gama - 1928 – América FC - 1927 – CR Flamengo - 1926 – São Cristóvão AC - 1925 – CR Flamengo - 1924 – CR Vasco da Gama/Fluminense FC - 1923 – CR Vasco da Gama - 1922 – América FC - 1921 – CR Flamengo - 1920 – CR Flamengo - 1919 – Fluminense FC - 1918 – Fluminense FC - 1917 – Fluminense FC - 1916 – América FC - 1915 – CR Flamengo - 1914 – CR Flamengo - 1913 – América FC - 1912 – Paysandu Cricket Club - 1912 – Botafogo FC - 1911 – Fluminense FC - 1910 – Botafogo FC - 1909 – Fluminense FC - 1908 – Fluminense FC - 1907 – Fluminense FC/Botafogo FC - 1906 – Fluminense |